# Alto Boquete
Pour les articles homonymes, voir Boquete.
Alto Boquete est un corregimiento situé dans le district de Boquete, province de Chiriquí, au Panama. La localité a été fondée par la loi 58 du 29 juin 1998, et comptait 6 286 habitants en 2010.
Alto Boquete est un quartier décentré, à l'entrée de la petite ville touristique de montagne Boquete.
S'étandant des deux côtés de la grand route principale (l'ancienne voie de chemin de fer), Alto Boquete est essentiellement résidentiel.
On y trouve le CEFATI (Centre d'informations touristiques de la région, qui offre un point de vue panoramique sur la vallée. De là, descendre dans le centre-ville de Boquete prend une demi-heure à pied), le centre commercial Plaza San Francisco (qui abrite épicerie, boulangerie, restaurant et des boutiques), quelques commerces (pompe à essence, pizzerias, ...), des écoles et des hébergements pour routards (auberge de jeunesse ou chez l'habitant.)

## Transports
Les bus vers le centre de Boquete sont fréquents. En 2016, le trajet aller simple coûtait 0,60$.